# Joseph Jenkins Roberts
Pour les articles homonymes, voir Roberts.
Joseph Jenkins Roberts, né le 15 mars 1809 à Norfolk et mort le 24 février 1876 à Monrovia, est un marchand afro-américain qui émigre au Liberia en 1829, où il devient un homme politique réputé, actif dans l'indépendance du pays. Élu premier (1848-1856) et le septième (1872-1876) président du Libéria, il est le premier homme d'ascendance africaine à gouverner le pays, ayant déjà occupé le poste de gouverneur de 1841 à 1847. Né libre aux États-Unis, Roberts émigre jeune homme avec sa famille dans la jeune colonie ouest-africaine. Il ouvre une société de commerce à Monrovia, avant de s'engager dans la politique.
L'aéroport international Roberts de Monrovia porte son nom.

## Jeunesse
Joseph Jenkins Roberts est né libre à Norfolk, en Virginie, deuxième enfant plus âgé d'une fratrie de sept enfants. Son père était un planteur d'origine galloise. La mère de Joseph, Amelia, qualifiée de mulâtre très honnête, était l'esclave ou la concubine du planteur et il l'a libérée alors qu'elle était encore jeune, avant la naissance de Joseph. Amelia a donné à tous ses enfants, sauf un, le deuxième prénom de Jenkins, ce qui suggère que c'était probablement le nom de famille de leur père biologique.
Après avoir été libérée, Amelia a déménagé et a épousé James Roberts, un Noir libre. Roberts donna son nom de famille aux enfants d'Amelia et les éleva comme le sien. Roberts possédait une entreprise de navigation de plaisance sur la rivière James. Au moment de sa mort, il avait acquis une richesse substantielle pour un homme libre à cette époque.
Joseph Roberts et ses frères et sœurs, selon le planteur, seraient d’ascendance européenne. L'historien libérien Abayomi Karnga expliqua en 1926 que Roberts n'était pas vraiment noir et pouvait passer pour un homme blanc. Cependant, l'État de Virginie l'a classé comme une personne de couleur parce qu'il est né d'une mère d'ascendance africaine.
La famille a déménagé à Petersburg, une ville industrielle située dans la partie supérieure de la rivière James, qui compte une population importante de noirs libres. Lorsqu'il était enfant, Joseph a commencé à travailler dans l'entreprise de son beau-père, manipulant des marchandises sur un bateau plat transportant des matériaux de Petersburg à Norfolk, en Virginie, sur le fleuve James. Peu de temps après le déménagement de la famille, son beau-père James Roberts est décédé. Joseph a continué à travailler dans l'entreprise familiale, mais a également été apprenti chez un coiffeur. Le propriétaire du salon de coiffure, William Colson, était également un des résidents noirs les mieux éduqués de Virginie. Il a donné à Roberts l'accès à sa bibliothèque privée, qui assurait l'essentiel de l'éducation précoce des jeunes.

## Mariage et famille
En 1828, Roberts épousa une femme âgée de 18 ans, nommée Sarah. Ils ont eu un enfant qu'ils ont emmené avec eux lorsqu'ils ont émigré l'année suivante dans la nouvelle colonie du Liberia sous les auspices de l'American Colonization Society. Sarah et l'enfant sont décédés au cours de la première année de vie dans la colonie. Il y avait un taux très élevé de mortalité par maladie parmi les colons de la nouvelle colonie.
Quelque temps après la mort de sa femme, Roberts se remaria avec Jane Rose Waring en 1836 à Monrovia au Libéria. Elle était une fille de Colston Waring et Harriet Graves, d’autres Virginiens qui avaient émigré dans la colonie.

## Émigration au Liberia
Après avoir entendu parler des efforts déployés par la American Colonization Society pour créer la colonie du Libéria sur la côte ouest africaine, Roberts a décidé de se joindre à un groupe de compatriotes virginiens se préparant à partir pour Monrovia, la capitale de la jeune colonie. Bien que Roberts ait été éduqué et qu’il soit un commerçant relativement prospère au moment de son émigration, avec sa famille, les restrictions imposées en Virginie aux Noirs libres ont joué un rôle important dans sa décision, car ils n'étaient pas en mesure de vivre en tant que citoyens à part entière, ce qui leur interdisait largement d’être éduqués de manière significative, voter, porter les armes ou même se rassembler sans la supervision des autorités blanches et autres contraintes sociales.

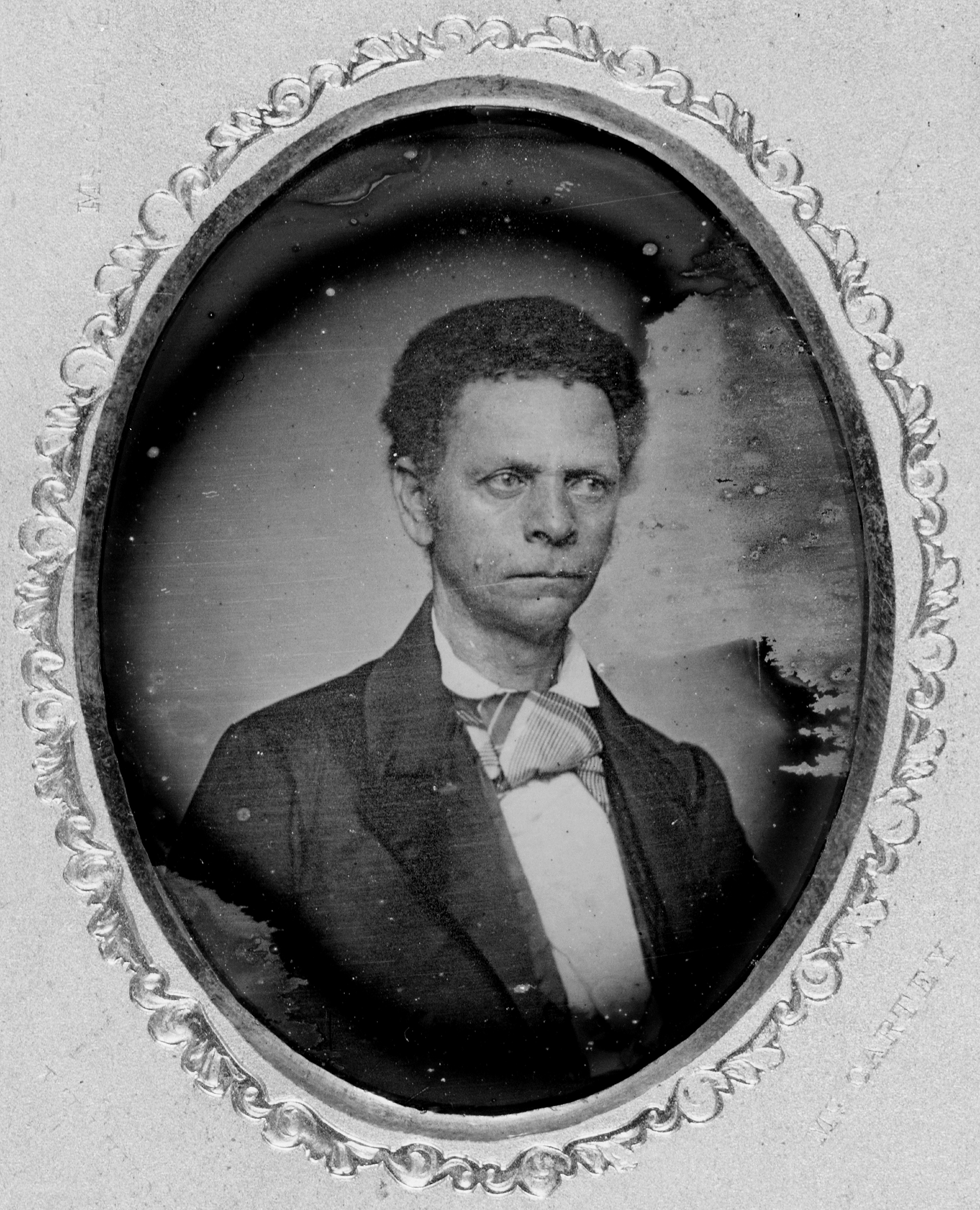
Daguerréotype de Roberts dans les années 1840.

La famille Roberts était fortement religieuse et ils se sentaient appelés à évangéliser les peuples autochtones d’Afrique. Le 9 février 1829, ils s'embarquèrent pour le navire Harriet pour l'Afrique, avec la mère de Roberts et cinq de ses six frères et sœurs. James Spriggs Payne était un autre passager à bord du même navire, qui est devenu plus tard un chef de file et a été élu quatrième président du Liberia.
Quelques années avant de partir pour le Liberia, Roberts a créé une entreprise avec son ami William Nelson Colson de Petersburg. Connu sous le nom de Roberts, Colson, & Company, le partenariat s'est poursuivi et même étendu après l'émigration de Roberts, exportant des produits de palme, du bois de camwood et de l'ivoire aux États-Unis et échangeant des produits américains dans un magasin de la société à Monrovia. Roberts a effectué plusieurs voyages aux États-Unis, notamment à New York, Philadelphie et Richmond en tant que représentant de la société. En 1835, Colson émigra au Liberia mais mourut peu de temps après son arrivée. S'étendant davantage dans le commerce côtier, la famille Roberts devint un membre prospère de l'établissement local.
Pendant ce temps, le frère de Joseph, John Wright Roberts, entra dans le ministère de l'Église méthodiste unie. Plus tard, il devint évêque. Après avoir débuté en tant que commerçant, son frère cadet, Henry Roberts, a étudié la médecine au Berkshire Medical College, dans le Massachusetts. Joseph Roberts a réussi à payer les frais de scolarité de son frère. Henry est retourné au Liberia pour travailler comme médecin.

## Carrière politique
En 1833, Joseph Roberts devint haut-shérif de la colonie. L’une de ses responsabilités consistait à organiser des milices qui se rendraient dans l’intérieur du pays pour collecter les taxes des peuples autochtones et mettre fin à leurs raids contre les zones sous domination coloniale. En 1841, l'American Colonization Society nomma Roberts au poste de gouverneur, après la mort du gouverneur Thomas Buchanan. Il est le premier et l'unique gouverneur afro-américain du Liberia. En 1846, Roberts demanda à la législature de proclamer l'indépendance de la colonie, désormais sous la domination des noirs libres émigrés, mais aussi de maintenir sa coopération avec l'American Colonization Society. La législature a appelé à un référendum au cours duquel les électeurs ont choisi l'indépendance. Le 26 juillet 1847, un groupe de onze délégués déclara l'indépendance du Liberia. Il a remporté la première élection présidentielle le 5 octobre 1847 et a été investi le 3 janvier 1848, avec Nathaniel Brander comme vice-président.

## Première présidence (1848-1856)

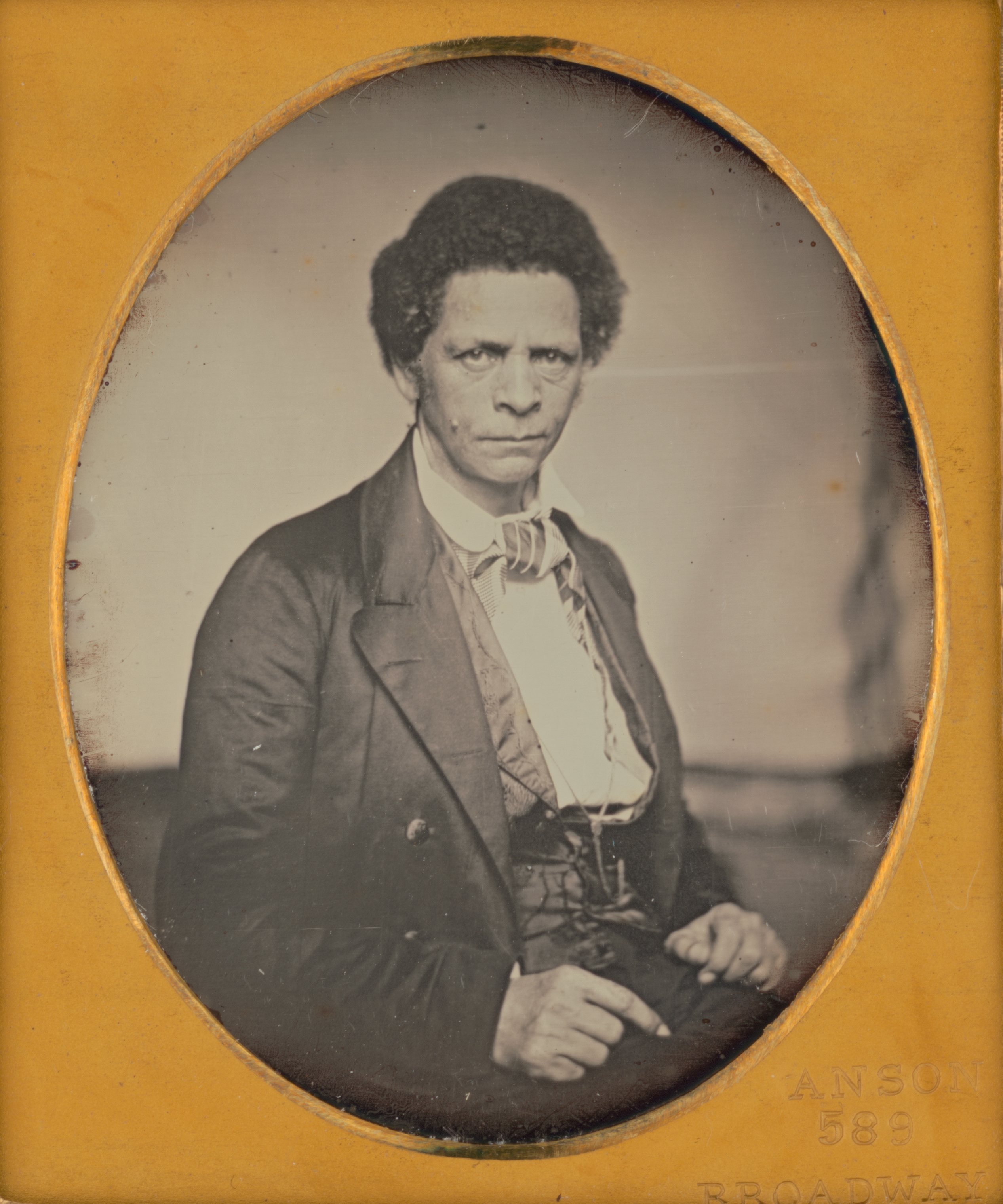
Photographie de Roberts, président du Liberia.

Roberts a été réélu trois autres fois pour un total de huit ans, jusqu'à ce qu'il soit élu en 1855 par le vice-président Stephen Allen Benson.
Les tentatives pour fonder un État basé sur quelque 3 000 colons se sont révélées difficiles. Certains groupes ethniques côtiers ont été convertis au christianisme et ont appris l'anglais, mais la plupart des Africains autochtones de la région ont conservé leurs religions et leurs langues traditionnelles. Ils ont également continué à prendre part à la traite des esclaves dans l'Atlantique, opérée par des esclavagistes européens le long de la côte. La traite des esclaves a continué illégalement à partir des ports situés le long de la côte libérienne, mais la Royal Navy britannique ainsi que celle des États-Unis ont finalement contribué à sa fermeture dans les années 1850.

### Reconnaissance internationale
Roberts a passé la première année de sa présidence à tenter d'obtenir la reconnaissance des États-Unis, où il s'est principalement opposé aux députés du Sud ainsi qu'à plusieurs nations européennes possédant des colonies voisines. En 1848, il se rendit en Europe pour rencontrer la reine Victoria et d’autres chefs d’État. Le Royaume-Uni a été le premier pays à reconnaître le Liberia comme pays indépendant suivi de la France en 1852, à la demande de Napoléon III. En 1849, le Portugal, du Brésil, du royaume de Sardaigne et de l'empire d'Autriche, ont reconnu l'indépendance. La Norvège et la Suède l'ont fait en 1863 et le Danemark en 1869. L'empire d'Haïti, première nation noire indépendante, a reconnu l'indépendance du Liberia en 1850.
Les États-Unis ont refusé la reconnaissance jusqu'au 5 février 1862, sous la présidence d'Abraham Lincoln. Le gouvernement aurait émis des réserves sur le statut politique et social des diplomates noirs à Washington, peu après la reconnaissance de l'indépendance du Liberia, l'esclavage étant désormais abolis.

### Unification du territoire

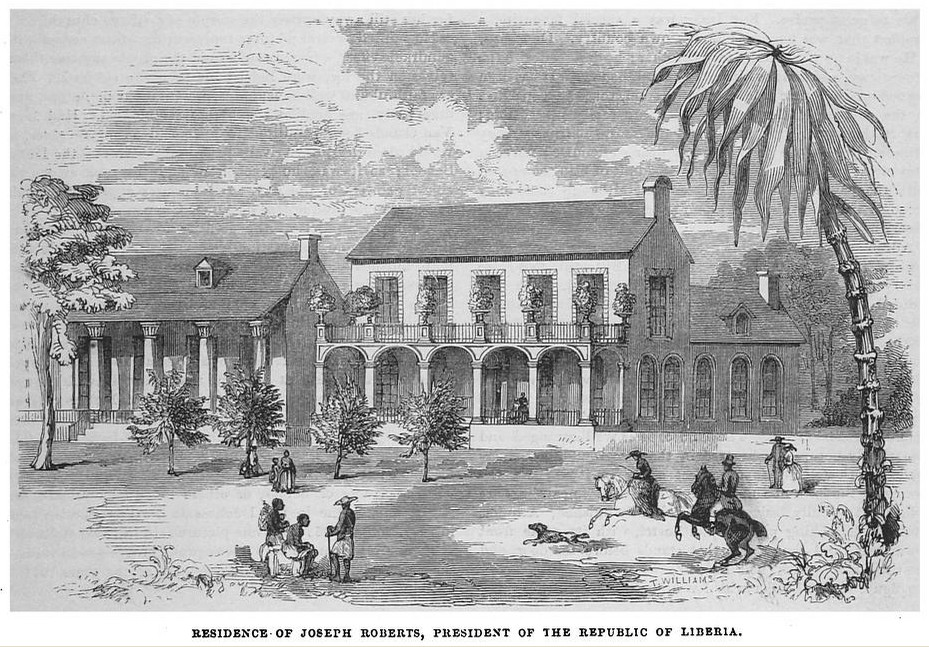
La Résidence présidentielle (1850).

En 1854, la colonie du Maryland africain, établie à proximité du Liberia, déclara à son tour son indépendance mais ne fit pas partie de la république du Liberia, proclamant sa propre république : la république du Maryland. En 1856, le Maryland africain, indépendant depuis deux ans, a demandé l'aide militaire du Liberia lors d'une guerre contre les peuples autochtones. Ces derniers résistaient aux efforts des colons du Maryland pour contrôler leur commerce d'esclaves et d'autres biens. Roberts aida le Maryland et une campagne militaire conjointe des deux groupes de colons afro-américains aboutit à la victoire. En 1857, un an après que Roberts ait quitté ses fonctions pour la première fois, la république du Maryland fut intégrée dans la république du Liberia.
Pendant sa présidence, Roberts élargit les frontières du Liberia le long de la côte et tenta d'assimiler les peuples autochtones entourant Monrovia à la culture américano-libérienne, principalement par le biais d'une éducation dirigée et d'une conversion religieuse.

### Économie
Les colons ont construit des écoles et le Liberia College (qui est devenu plus tard l'Université du Libéria ). Au cours de ces premières années, l'agriculture, la construction navale et le commerce ont prospéré.

## Deuxième présidence (1872-1876)

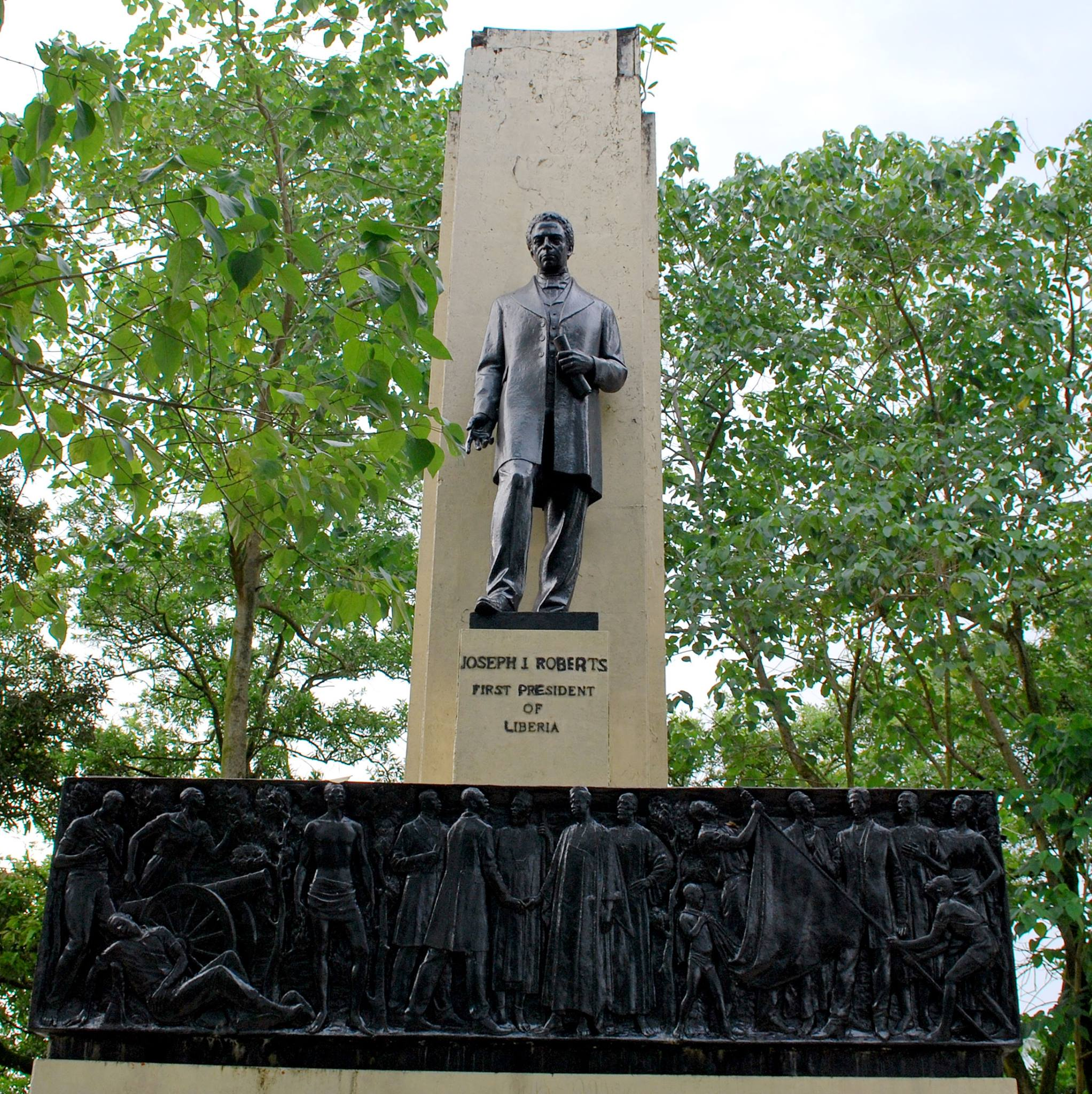
Monument à la mémoire de Joseph. J. Roberts.

Après sa première présidence, Roberts a été pendant quinze ans général de l'armée libérienne, ainsi que représentant diplomatique de la nation en France et au Royaume-Uni. En 1862, il a co-fondé le Liberia College à Monrovia, dont il a été le premier président jusqu'en 1876. Roberts s'est fréquemment rendu aux États-Unis pour collecter des fonds pour le collège.
En 1871, le président Edward James Roye fut destitué par des membres du parti républicain au motif qu'il envisageait d'annuler les prochaines élections. Roberts, l'un des dirigeants du parti républicain, remporta l'élection présidentielle qui s'ensuivit et reprit donc ses fonctions en 1872. Il resta en fonction deux fois jusqu'en 1876. Alors qu'il était invalide à cause de sa maladie, de 1875 au début de 1876, le vice-président Charles Harmon, dirigea de facto le gouvernement.
Dans les années 1860 et 1870, l'escalade des difficultés économiques affaiblit la domination de Monrovia sur les populations autochtones côtières, ce qui entraîne plusieurs conflits violents. Les conditions se sont aggravées après la deuxième présidence de Roberts, le coût des importations dépassant de loin les revenus générés par les exportations de café, de riz, d’huile de palme, de canne à sucre, de camwood et de bois.

## Mort et héritage
Roberts est décédé le 24 février 1876, moins de deux mois après la fin de son dernier mandat de président. Dans son testament, il a laissé 10 000 dollars et ses biens au système éducatif libérien. Aujourd'hui, l'aéroport principal du Liberia, l'aéroport international Roberts, ainsi que la ville de Robertsport et la rue Roberts à Monrovia portent son nom.
Son visage est représenté sur le billet de banque libérien de dix dollars, introduit en 2000, et le vieux billet de cinq dollars en circulation entre 1989 et 1999. Son anniversaire, le 15 mars, est un jour férié au Liberia.